# Schönegg
Schönegg è un comune austriaco di 547 abitanti nel distretto di Rohrbach, in Alta Austria.